# Rio Fereşti
O Rio Fereşti é um rio da Romênia, afluente do Dăneşti, localizado no distrito de Vaslui.